# اسکی‌کوی (سینجیک)
اسکی‌کوی (انگلیسی: Eskiköy) یک منطقه مسکونی در ترکیه است که در استان آدیامان و در ناحیه سینجیک واقع شده است.